# Campeonato Panamericano de Judo de 2017
El XLII Campeonato Panamericano de Judo se celebró en Ciudad de Panamá (Panamá) entre el 28 y el 30 de abril de 2017 bajo la organización de la Confederación Panamericana de Judo.
En total se disputaron catorce pruebas diferentes, siete masculinas y siete femeninas.

## Resultados

### Masculino
| Evento  | Oro                          | Plata                            | Bronce                                                     |
| ------- | ---------------------------- | -------------------------------- | ---------------------------------------------------------- |
| –60 kg  | Eric Takabatake · Brasil     | Lenin Preciado · Ecuador         | Adonis Diaz · Estados Unidos · Yandry Torres · Cuba        |
| –66 kg  | Osniel Solís · Cuba          | Daniel Cargnin · Brasil          | Ángel Hernández · México · Juan Postigos · Perú            |
| –73 kg  | Eduardo Barbosa · Brasil     | Eduardo Araujo Castillo · México | Magdiel Estrada · Cuba · Alexander Turner · Estados Unidos |
| –81 kg  | Eduardo Yudi Santos · Brasil | Emmanuel Lucenti Argentina       | Étienne Briand · Canadá · Jorge Martínez · Cuba            |
| –90 kg  | Iván Felipe Silva · Cuba     | Colton Brown Estados Unidos      | Rafael Macedo · Brasil · Víctor Ochoa · México             |
| –100 kg | José Armenteros · Cuba       | Andy Granda · Cuba               | Pablo Aprahamian · Uruguay · Leonardo Gonçalves · Brasil   |
| +100 kg | Alex García Mendoza · Cuba   | Héctor Campos Bermúdez Argentina | Freddy Figueroa · Ecuador · Ruan Isquierdo · Brasil        |

### Femenino
| Evento | Oro                        | Plata                                | Bronce                                                        |
| ------ | -------------------------- | ------------------------------------ | ------------------------------------------------------------- |
| –48 kg | Paula Pareto Argentina     | Edna Carrillo · México               | Katelyn Bouyssou · Estados Unidos · Stefannie Koyama · Brasil |
| –52 kg | Jéssica Pereira · Brasil   | Luz Olvera · México                  | Angelica Delgado · Estados Unidos · Ecaterina Guica · Canadá  |
| –57 kg | Jessica Klimkait · Canadá  | Catherine Beauchemin-Pinard · Canadá | Marti Malloy · Estados Unidos · Aliuska Ojeda · Cuba          |
| –63 kg | Estefanía García · Ecuador | Yanka Pascoalino · Brasil            | Hannah Martin Estados Unidos Anriquelis Barrios IJF           |
| –70 kg | Yuri Alvear · Colombia     | Kelita Zupancic · Canadá             | Olga Masferrer · Cuba · Elvismar Rodríguez · IJF              |
| –78 kg | Samanta Soares · Brasil    | Kaliema Antomarchi · Cuba            | Diana Brenes · Costa Rica · Liliana Cárdenas · México         |
| +78 kg | Beatriz Souza · Brasil     | Melanie Bolaños · México             | Nina Cutro-Kelly Estados Unidos                               |

## Medallero
| Núm. | País           | Oro | Plata | Bronce | Total |
| ---- | -------------- | --- | ----- | ------ | ----- |
| 1    | Brasil         | 6   | 2     | 4      | 12    |
| 2    | Cuba           | 4   | 2     | 5      | 11    |
| 3    | Canadá         | 1   | 2     | 2      | 5     |
| 4    | Argentina      | 1   | 2     | 0      | 3     |
| 5    | Ecuador        | 1   | 1     | 1      | 3     |
| 6    | Colombia       | 1   | 0     | 0      | 1     |
| 7    | México         | 0   | 4     | 3      | 7     |
| 8    | Estados Unidos | 0   | 1     | 7      | 8     |
| 9    | IJF            | 0   | 0     | 2      | 2     |
| 10   | Costa Rica     | 0   | 0     | 1      | 1     |
| 10   | Perú           | 0   | 0     | 1      | 1     |
| 10   | Uruguay        | 0   | 0     | 1      | 1     |
|      | TOTAL          | 14  | 14    | 27     | 55    |